# Thomas Mun
Thomas Mun ( London, 1571. június 17.  – London, 1641. július 21.) angol közgazdász, a merkantilizmus  kiemelkedő képviselője.

## Tevékenysége
Mun igazgatói állást töltött be a Brit Kelet-indiai Társaságnál 1615-től a haláláig. Azon  korábbi merkantilista tannal szemben, hogy az országnak nem kell mindenáron exporttöbbletre (aktív külkereskedelmi mérlegre )  törekednie, kimutatta, hogy az összesített mérlegben  megengedett passzívumok az aktívumok növeléséhez vezetnek. Mun rájött arra, hogy az Indiából reexporta kihozott árukon elérhető nyereség nagyobb lehet, mint az Indiában elszenvedett hiány.

## Fő műve
Halála után fia jelentette meg 1664-ben a fő művét ( England’s Treasure by Forraign Trade. Or the Ballance of  our Forraign Trade is the Rule of our Treasure).